# Testamento vital

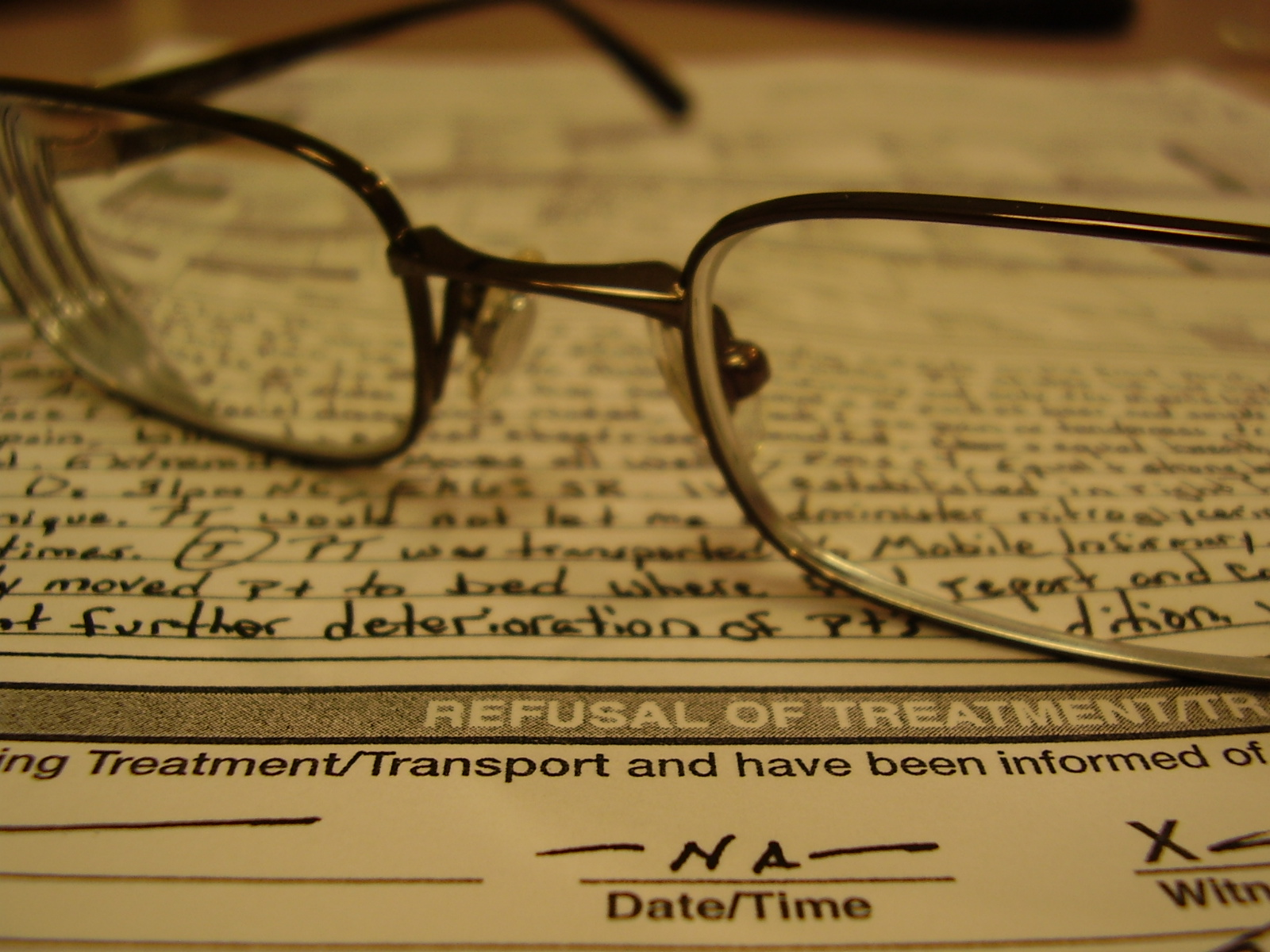
Forma do testamento vital para a recusa de tratamentos desnecessários

A declaração antecipada de vontade, também chamada testamento vital ou diretrizes antecipadas, é um conjunto de instruções e vontades apresentadas por uma pessoa especificando que tratamento deseja receber no caso de padecer de uma enfermidade para a qual a medicina atual não dispõe de cura ou tratamento que possibilite ao paciente uma vida saudável física e mentalmente. É utilizada no caso de uma pessoa não se encontrar capaz de prestar consentimento informado de forma autônoma. O testamento vital é feito pelo próprio indivíduo enquanto se encontra são e pode ser usado para guiar o tratamento de um paciente desde que respeite a ética médica. A legislação quanto ao uso do testamento é diferente dependendo do país, porém, é consentido em grande parte deles que o paciente tem direito de decidir sobre o tratamento médico que receberá à iminência da morte. A ideia do testamento vital é permitir a uma pessoa uma "morte digna", a evitar tratamentos desnecessários para o prolongamento artificial da vida ou que tem benefícios ínfimos.
Em geral, as instruções destes testamentos aplicam-se sobre uma condição terminal, sob um estado permanente de inconsciência ou um dano cerebral irreversível que, além da consciência, não possibilite que a pessoa recupere a capacidade para tomar decisões e expressar seus desejos. Em alguns casos, dependendo do país, na ausência de testamento vital, a família é autorizada a tomar as decisões que teríam sido deixadas pelo paciente se o tivesse feito em sanidade mental.